# Aartsbisdom Windhoek

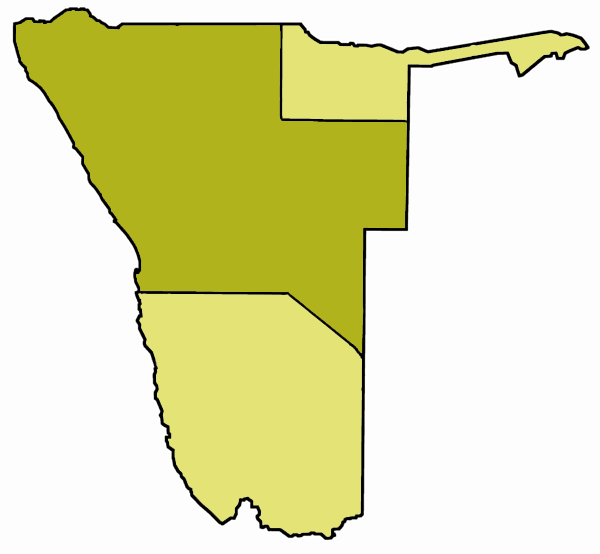
Het aartsbisdom Windhoek binnen Namibië

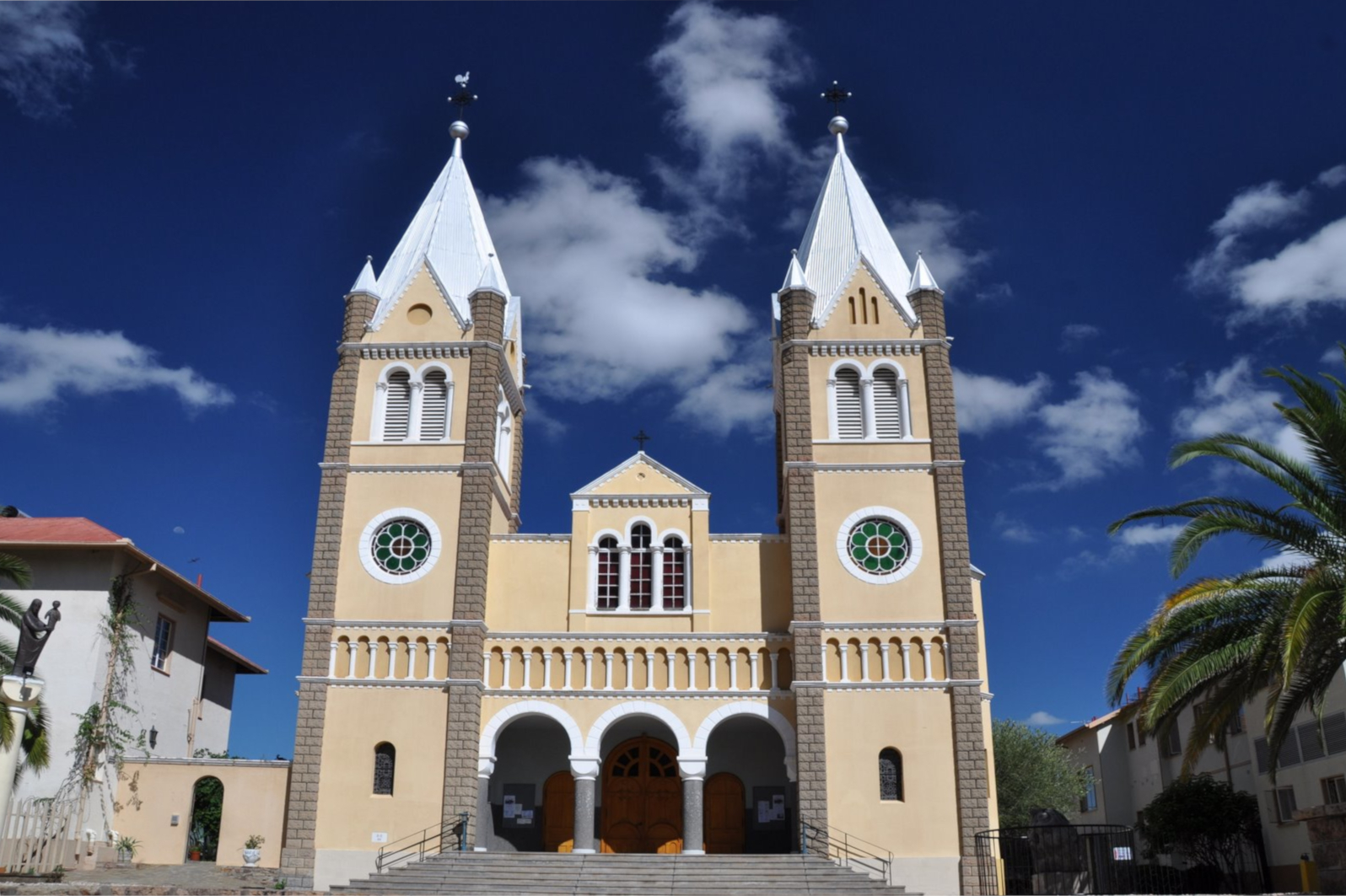
De kathedraal van Windhoek

Het Aartsbisdom Windhoek (Latijn: Archidioecesis Vindhoekensis) is een rooms-katholiek aartsbisdom met als zetel Windhoek in Namibië. De aartsbisschop van Windhoek staat als metropoliet aan het hoofd van de kerkprovincie Namibië. Hoofdkerk is de Sint-Mariakathedraal.
In 1926 werd het apostolisch vicariaat Windhoek opgericht. Dit werd in 1994 verheven tot aartsbisdom. Bonifatius Haushiku werd de eerste aartsbisschop. 
Windhoek heeft een suffragaan bisdom, het bisdom Keetmanshoop, en een suffragaan apostolisch vicariaat, dat van Rundu. Sinds eind jaren 2010 bestaan er plannen om een bisdom Oshakati af te splitsen van Windhoek vanwege de geografische uitgestrektheid van het aartsbisdom.
In 2017 telde het aartsbisdom 76 parochies. Het bisdom heeft een oppervlakte van 76.151 km² en telde in 2017 2.505.000 inwoners waarvan 11,7% rooms-katholiek was. 

## Aartsbisschoppen
- Bonifatius Haushiku, I.C.P. (1994-2002)
- Liborius Ndumbukuti Nashenda, O.M.I. (2004-)